# Cédric Collet
Cédric Collet (* 7. März 1984 in Brétigny-sur-Orge) ist ein ehemaliger französischer Fußballspieler mit karibischen Wurzeln.

## Karriere
Collet begann seine Karriere in der Jugend von Paris Saint-Germain und ging später zum CS Sedan, von wo er 2002 in die erste Mannschaft geholt wurde. In seiner ersten Saison kam der linke Mittelfeldspieler auf einen Einsatz in der Ligue 1. Sedan stieg als Drittletzter aus der höchsten französischen Spielklasse ab. In der darauffolgenden Saison wurde er wiederum einmal eingesetzt, der Verein belegte den fünften Rang in der Ligue 2. 2004 wechselte er zum SO Romorantin, den er 2005 bereits wieder verließ. Von 2005 bis 2007 stand er beim FC Tours unter Vertrag. 2005/06 konnte mit dem zweiten Platz in der dritten Liga der Aufstieg fixiert werden.
Im Jahr darauf stieg Tours als Tabellenletzter wieder ab, zum Ligaerhalt fehlten schließlich insgesamt 18 Punkte. Danach wechselte Collet zu Stade Brest. Dort wurde der Verein am Ende der Spielzeit Siebenter.
Anfang der Saison 2008/09 ging er nach Belgien und unterschrieb bei RAEC Mons. Wiederum stieg Collet mit einem Verein ab, wiederum wurde der Verein Letzter, diesmal aus der höchsten belgischen Spielklasse. 2009 kam der Wechsel zum belgischen Meister Standard Lüttich, wo er 2009/10 drei Einsätze verbuchen konnte. Les Rouches wurden Achter im Grunddurchgang. In den Play-offs zur Europa League belegte die Mannschaft in der Gruppe B den zweiten Platz. 2010 kehrte er nach Frankreich zurück, wo er zunächst ein Jahr für AS Beauvais und danach für Stade Reims spielte. 2012 wechselte Collet nach Portugal zu SC Beira-Mar und kehrte nur ein Jahr später nach Frankreich zu US Créteil zurück. Dort beendete er dann im Sommer 2014 seine Profikarriere. In der Saison 2017/18 spielte er noch einmal kurzzeitig für den Amateurverein Breuillet FC in der Nähe von Paris.

## Nationalmannschaft
Collet absolvierte von 2008 bis 2011 dreizehn Länderspiele für die Fußballnationalmannschaft von Guadeloupe und erzielte dabei ein Tor.

## Erfolge
- Aufstieg in die Ligue 2: 2006